# Cupido podarce
Cupido podarce är en fjärilsart som beskrevs av Felder 1865. Cupido podarce ingår i släktet Cupido och familjen juvelvingar. Inga underarter finns listade i Catalogue of Life.